# محمد بركة (كاتب)
محمد بركة هو كاتب، وروائى وقاص، وناقد فنى، وصحفى مصري بجريدة الأهرام المصرية. ولد محمد أحمد معوض بركة بقرية كفر سعد بمحافظة دمياط عام 1972، وتخرج من قسم اللغة الإنجليزية في كلية الآداب بجامعة المنصورة عام 1994، وبدأ عمله الصحفي عام 1996 من خلال سلسلة مقالات ودراسات نشرت بصحيفة الحياة اللندنية حملت عنوان «المحروسة بعيون أوروبية»، ثم التحق بالعمل في مؤسسة الأهرام الصحفية بالقاهرة عام 1997.
يتناول الكاتب محمد بركة في مشروعه الإبداعى تيمة صراع الهويات بين الشرق والغرب كما في روايتية الهامّتين «الفضيحة الإيطالية»، و«أشباح بروكسل»، فضلًا عن المفارقات الإجتماعية والمسكوت عنه دينيًا، وجنسيًا في الريف المصرى كما في مجموعتيه القصصيتين «كوميديا الإنسجام» و«3 مخبرين وعاشق». وتحتل المرأة بطقوسها وتجلياتها وانكساراتها ملمحًا بارزًا في أعماله الإبداعية، ويشيد النقاد والباحثون بلغته الأدبية التي تتسم بالخيال الجامح، والعمق، والتشويق فضلاً عن تقنية السرد السينمائية البصرية.

## مؤلفاته
كتب محمد بركة العديد من المؤلفات التي تنوعت بين القصص القصيرة، والرواية الطويلة، والنصوص المسرحية، ومنها:
- كوميديا الإنسجام (مجموعة قصصية): صدرت عام 1999 عن مركز الحضارة العربية بالقاهرة.
- ثلاث مخبرين وعاشق (مجموعة قصصية): صدرت عام 2001 عن مركز الحضارة العربية بالقاهرة.
- الفضيحة الإيطالية (رواية): صدرت عام 2005 عن دار نفرو بالقاهرة.[3]
- عشيقات الطفولة (رواية): صدرت عام 2013 عن دار بيت الياسمين للنشر والتوزيع بالقاهرة.[8]
- الزائر (رواية): صدرت عام 2016 عن دار سما للنشر والتوزيع بالقاهرة.[9]
- عشيقة جدى (مجموعة قصصية): صدرت عام 2017 عن الهيئة المصرية العامة للكتاب بالقاهرة.[10]
- أشباح بروكسل (رواية): صدرت عام 2019 عن الهيئة المصرية العامة للكتاب بالقاهرة.[11][12][13]
- حانة الست «رواية» صدرت 2021 عن دار المثقف بالقاهرة في طبعتين ثم صدرت الطبعة الثالثة عن دار أقلام عربية

اختيرت رواياته «الفضيحة الإيطالية» و«عشيقات الطفولة» و«الزائر» كعينة تطبيقية في أطروحه دكتوراه قدمها وائل فؤاد الباحث بكلية اللغة العربية في جامعة الأزهر فرع أسيوط، وحملت عنوان «رؤية الواقع في الرواية المصرية ما بين عامى 2000 و2018».

## الجوائز
حصل محمد البركة على عدد من الجوائز الأدبية والصحفية، ومنها:
- جائزة مسابقة جريدة أخبار الأدب للقصة القصيرة عام 1994 التي أقيمت بحضور أديب نوبل نجيب محفوظ، ويعتبر محمد بركة من أصغر الفائزين بالجائزة عمرًا.